# Atomic Monkey
Atomic Monkey (アーツビジョン Atomikkumonki?) es una agencia de talentos japonesa encargada de representar seiyūs. Su sede se encuentra en Shinjuku, Tokio.

## Seiyūs afiliados
| Varones - Yuu Amano - Subaru Kimura - Hironori Kondou - Hirotaka Nagamatsu - Yūki Ono - Syuichiro Ootani - Tomokazu Seki - Tomokazu Sugita - Rintaro Torii - Junya Enoki | Mujeres - Rikako Aikawa - Tomoko Hayashi - Mai Hoshikawa - Yuka Imai - Miki Nagasawa - Fumiko Orikasa - Arise Satō - Megumi Han - Yuka Tanaka |